# Azumino
Azumino (安曇野市 Azumino-shi?) es una ciudad localizada en la prefectura de Nagano, Japón. En marzo de 2019 tenía una población de 97.761 habitantes en 39.744 hogares y una densidad de población de 290 personas por km². Su área total es de 331,78 km².

## Geografía

### Municipios circundantes
- Prefectura de Nagano
  - Matsumoto
  - Ōmachi
  - Ikeda
  - Matsukawa
  - Chikuhoku
  - Ikusaka

## Demografía
Según datos del censo japonés, la población de Azumino ha aumentado rápidamente en los últimos 40 años.
| Año del censo | Población |
| ------------- | --------- |
| 1970          | 65.690    |
| 1980          | 75.209    |
| 1990          | 83.154    |
| 2000          | 92.864    |
| 2010          | 96.461    |